# Noël Chassaignac
Noël Chassaignac est un homme politique français né le 5 juin 1758 à Juillac (Corrèze) et mort au même endroit le 12 juin 1821.

## Biographie
Avocat, juge de paix du canton de Juillac, président de l'administration municipale puis conseiller d'arrondissement, il est député de la Corrèze de 1791 à 1792. En 1800, il est nommé juge suppléant au tribunal civil de Brive.

## Sources
- « Noël Chassaignac », dans Adolphe Robert et Gaston Cougny, Dictionnaire des parlementaires français, Edgar Bourloton, 1889-1891 [détail de l’édition]